# Stuart Dallas
Stuart Alan Dallas (Cookstown, 1991. április 19. –) északír válogatott labdarúgó, a Leeds United játékosa.
Az Északír válogatott tagjaként részt vett a 2016-os Európa-bajnokságon.
2022 áprilisában egy bajnoki mérkőzésen eltört a combcsontja.